# Мартинш, Афонсу
Афо́нсу Па́улу Марти́нш де А́гра (порт. Afonso Paulo Martins da Agra; родился 11 апреля 1973 года в Повуа-ди-Варзин, Португалия) — португальский футболист, полузащитник известный по выступлениям за клубы «Спортинг» и «Нанси». Участник Олимпийских игр 1996 года в Атланте.

## Клубная карьера
Мартинш родился в Португалии, но когда он был ещё молод семья переехала во Францию. Там Афонсу поступил в академию клуба  «Нанси». Мартинш не всегда выходил на поле в основе и часто выступал за дублёров. В 1995 году он вернулся на историческую родину, став игроком лиссабонского «Спортинга». В составе «львов» Афонсу дважды выиграл чемпионат. Из-за высокой конкуренции он не часто выходил на поле и один сезон полностью отыграл за дублёров.
В 2002 году Мартинш покинул «Спортинг» и в дальнейшем выступал за команды «Морейренсе» и «Витория Гимарайнш». В сезоне 2005/06 был без клуба. В 2007 году он завершил карьеру в команде Segunda Divisão (третьей по уровню лиги) — «Лиша».

## Международная карьера
В 1996 году Мартинш в составе олимпийской сборной Португалии принял участие в Олимпийских играх в Атланте. На турнире он сыграл в матчах против команд Туниса, Франции, Бразилии и дважды Аргентины. В поединке против тунисцев Афонсу сделал «дубль».

### Голы за сборную Португалии (до 23)
| #  | Дата         | Место                       | Противник | Результат | Счёт | Соревнование          |
| -- | ------------ | --------------------------- | --------- | --------- | ---- | --------------------- |
| 1. | 20 июля 1996 | РФК Стэдиум, Вашингтон, США | Тунис     | 1:0       | 2:0  | Олимпийские игры 1996 |
| 2. | 20 июля 1996 | РФК Стэдиум, Вашингтон, США | Тунис     | 2:0       | 2:0  | Олимпийские игры 1996 |

## Достижения
Командные
 «Спортинг»
- Чемпионат Португалии по футболу — 1999/2000
- Чемпионат Португалии по футболу — 2001/2002
- Обладатель Суперкубка Португалии — 1995